# Гроф Миклош Естерхази
Миклош Естерхази (мађ. Gróf galántai Esterházy Miklós; Галанта, 8. април 1583 — Гросхофлајн, 11. септембар 1645), барон, касније гроф, био је оснивач западно-мађарске племићке лозе Естерхазија која је постала једна од највећих и најутицајнијих аристократских породица краљевине Мађарске.

## Живот
Родитељи Миклоша Естерхазија су били протестанти, и он их је у почетку следио, али је касније постао католик и заједно са кардиналом Петром Пазмањијем, његовим најозбиљнијим супарником на двору, постао стуб католичанства, и верски и политички. На двору се супротставио двојици великих протестантских првака тог периода, Габору Бетлену и Ђерђу I Ракоцију. Матија II га је поставио за барона (1613), грофа од Берега (1617) (бивша жупанија), и намесника-потпоручника (мађ.főispán) грофовије Звољен и господара царскиг двора magister curiae regiae (1618).
Његов политички идеал био је консолидација куће Хабзбурговаца као средства за ослобађање Мађарске од доминације Османског царства, а Хабзбурговци су га поштовали због његове ревности у том циљу. Миклош Естерхази је 1623. године водио битку и победио Турке на обалама реке Њитре.
Његов први брак са Оршољом Дершфи учинио га је неизмерно богатим и донео му такође господства Мункач (данас: Мукачево, Украјина) и Ланзер-Лакемнах (данас: Ландзе и Лакенбах у Аустрији). Када је 1622. морао да преда Мункач Габору Бетлену због Николзбуршког мира, цар га је надокнадио са 2 нова властелинства, и то Фракно (данас: Форхтенштајн, Аустрија) и Кишмартон (данас: Ајзенштат, Аустрија).
Године 1625. помагао на организацији крунисања цара Фердинанда II, који га је поставио за Надора Мађарске, на највишу политичку функцију у земљи. Такође је постао гроф од Фракна и и понео титулу Витеза златног руна, 10. августа 1626. године.
Миклош је такође био успешан писац.

## Брак и деца
Миклош се два пута женио
Прво је 1612. године оженио Баронесу Оршоља Дершфи од Сердахељ (1583–1619) и имао је двоје деце, једног сина и једну ћерку:
- Иштвана (1616–1641)
- Кристина (1617–1617).

Након смрти прве жене, поново се оженио 1624. године са Баронесом Кристином Њари од Бедега (1604–1641) и у овом браку је имао деветоро деце: 
- Магдолна (1625–1627)
- Ласло (1626–1652), погинуо у „Битци код Возокања” (Возокањ, данас Вељке Возокани (Словачка)
- Каталин, (1628–1630)
- Ана Јулија (1630–1669), удала се за Ференца Надеждија од Надажда у Фогарашу (Данас Фагараш, Брашов)
- Михаљ (1632–1633)
- Марија Кристина (1634–1634)
- Пал I од Галанта (1635–1713), његов наследник
- Марија (1638–1684), удала се за грофа Ђерђа Другета од Хомона
- Ференц (1641–1683)